# Bliškovo
Bliškovo (cyr. Блишково) – wieś w Czarnogórze, w gminie Bijelo Polje. W 2011 roku liczyła 165 mieszkańców.